# Suez SC
Suez Sporting Club w skrócie Suez SC, znany też jako Suez Montakhab (ar. نادي منتخب السويس للألعاب الرياضية) – egipski klub piłkarski grający w egipskiej drugiej lidze, mający siedzibę w mieście Suez.

## Sukcesy
- I liga[1]:
  - 4. miejsce (2): 1957/1958, 1962/1963 (jako Ittihad Suez)

- Puchar Egiptu[2]:
  - finał (2): 1965 (jako Suez El-Riyadi), 1990 (jako Suez Montakhab)

## Stadion
Domowe mecze klub rozgrywa na stadionie w Suezie. Stadion może pomieścić 27000 widzów.

## Reprezentanci kraju grający w klubie
Stan na styczeń 2023.
| - El-Sayed Eid - Khaled El-Amin - Hamza El-Gamal - Hamama | - Mohamed Helmi - Ahmed Metwaly - Ahmed Nagui - Youssouf Sanou |